# San Bruno, California
San Bruno là một thành phố thuộc quận San Mateo, California, Hoa Kỳ, được thành lập vào năm 1914. Dân số là 41.114 theo Cuộc Tổng điều tra Hoa Kỳ năm 2010. Thành phố này nằm giữa Nam San Francisco và Millbrae, tiếp giáp với sân bay quốc tế San Francisco và Nghĩa trang Quốc gia Golden Gate, và cách trung tâm thành phố San Francisco khoảng 12 dặm (19 km) về phía nam.

## Địa lý
Thành phố này nằm giữa Nam San Francisco và Millbrae, tiếp giáp với sân bay quốc tế San Francisco và Nghĩa trang Quốc gia Golden Gate, và cách trung tâm thành phố San Francisco khoảng 12 dặm (19 km) về phía nam.
Theo Cục Thống Kê Dân số Hoa Kỳ, thành phố có tổng diện tích 5,5 dặm vuông (14 km2), tất cả đều là đất liền. Thành phố lan rộng từ các vùng đất thấp bằng phẳng gần vịnh San Francisco đến chân dãy núi Santa Cruz, cao hơn mực nước biển khoảng 600 feet ở Crestmoor và cao hơn mực nước biển 700 feet ở Portola Highlands. Tòa thị chính San Bruno nằm ở độ cao chính thức cao 41 feet (12,5 m) so với mực nước biển.
Công viên Mills Park, Crestmoor và Rollingwood đều là đồi núi, có các hẻm núi và khe núi. Những con lạch, nhiều người trong số chúng nay là cống nước, chảy từ những suối nước trên những ngọn đồi về phía vịnh San Francisco. Ngay phía tây của Đại lộ Skyline và ngoài giới hạn của thành phố là hồ San Andreas, lấy tên từ San Andreas Fault. Hồ là một trong một số hồ chứa được Sở Cấp nước San Francisco sử dụng, cung cấp nước cho San Francisco và một số cộng đồng ở Hạt San Mateo, bao gồm San Bruno phía tây của I-280.

### Khí hậu
San Bruno có khí hậu ôn hòa kiểu Địa Trung Hải, có đặc điểm là mùa hè mát mẻ, khô ráo và mùa đông ẫm ước, hơi sương.
Từ năm 1927, Dịch vụ Thời tiết Quốc gia (trước đây là Cục Thời tiết Hoa Kỳ) đã duy trì một trạm khí tượng tại Sân bay Quốc tế San Francisco gần đó (trước đây là Mills Field). Theo các hồ sơ chính thức, tháng Giêng là tháng lạnh nhất với nhiệt độ trung bình cao là 55,9 °F (13,3 °C) và trung bình thấp là 42,9 °F (6,1 °C).
Sương giá đôi khi xảy ra trong những tháng mùa đông; tuyết rất hiếm khi rơi, nhưng từng rơi dày đến 1,5 inch (3,8 cm) vào ngày 21 tháng 1 năm 1962 (với khoảng 4 inch (10 cm) được báo cáo ở Crestmoor). Các trận tuyết rơi được ghi nhận cũng xảy ra vào ngày 11 tháng 12 năm 1932 và ngày 5 tháng 2 năm 1976. Những năm gần đây hơn, các đợt tuyết đã được ghi nhận vào ngày 27 tháng 12 năm 1988; ngày 8 tháng 1 năm 1989, và ngày 24 tháng 2 năm 1996.
| Dữ liệu khí hậu của San Bruno, California | Dữ liệu khí hậu của San Bruno, California | Dữ liệu khí hậu của San Bruno, California | Dữ liệu khí hậu của San Bruno, California | Dữ liệu khí hậu của San Bruno, California | Dữ liệu khí hậu của San Bruno, California | Dữ liệu khí hậu của San Bruno, California | Dữ liệu khí hậu của San Bruno, California | Dữ liệu khí hậu của San Bruno, California | Dữ liệu khí hậu của San Bruno, California | Dữ liệu khí hậu của San Bruno, California | Dữ liệu khí hậu của San Bruno, California | Dữ liệu khí hậu của San Bruno, California | Dữ liệu khí hậu của San Bruno, California |
| Tháng                                     | 1                                         | 2                                         | 3                                         | 4                                         | 5                                         | 6                                         | 7                                         | 8                                         | 9                                         | 10                                        | 11                                        | 12                                        | Năm                                       |
| ----------------------------------------- | ----------------------------------------- | ----------------------------------------- | ----------------------------------------- | ----------------------------------------- | ----------------------------------------- | ----------------------------------------- | ----------------------------------------- | ----------------------------------------- | ----------------------------------------- | ----------------------------------------- | ----------------------------------------- | ----------------------------------------- | ----------------------------------------- |
| Trung bình ngày tối đa °F (°C)            | 55.9 (13.3)                               | 59.3 (15.2)                               | 61.2 (16.2)                               | 64.3 (17.9)                               | 66.8 (19.3)                               | 69.9 (21.1)                               | 71.1 (21.7)                               | 71.7 (22.1)                               | 72.7 (22.6)                               | 69.7 (20.9)                               | 62.0 (16.7)                               | 56.1 (13.4)                               | 65.1 (18.4)                               |
| Tối thiểu trung bình ngày °F (°C)         | 42.9 (6.1)                                | 45.5 (7.5)                                | 46.8 (8.2)                                | 48.1 (8.9)                                | 50.5 (10.3)                               | 52.9 (11.6)                               | 54.5 (12.5)                               | 55.5 (13.1)                               | 55.1 (12.8)                               | 52.4 (11.3)                               | 47.5 (8.6)                                | 43.0 (6.1)                                | 49.6 (9.8)                                |
| Lượng Giáng thủy trung bình inches (mm)   | 4.82 (122)                                | 4.28 (109)                                | 3.36 (85)                                 | 1.28 (33)                                 | 0.65 (17)                                 | 0.11 (2.8)                                | 0.03 (0.76)                               | 0.07 (1.8)                                | 0.28 (7.1)                                | 1.22 (31)                                 | 2.49 (63)                                 | 3.05 (77)                                 | 21.66 (550)                               |
| Số ngày mưa trung bình                    | 13                                        | 11                                        | 8                                         | 3                                         | 2                                         | 0                                         | 0                                         | 0                                         | 1                                         | 3                                         | 7                                         | 8                                         | 56                                        |
| [ cần dẫn nguồn ]                         |                                           |                                           |                                           |                                           |                                           |                                           |                                           |                                           |                                           |                                           |                                           |                                           |                                           |